# Canton d'Orléans-Saint-Marceau - La Source
Le canton d'Orléans-Saint-Marceau - La Source ou canton d'Orléans-V est une ancienne division administrative française situé dans le département du Loiret.
Le canton est créé en 1973 et disparait en 1982.

## Histoire
Avec le décret du 23 juillet 1973, le canton d'Orléans-Sud est supprimé et divisé en deux nouveaux cantons : le canton d'Orléans-Saint-Marceau - La Source (ou Orléans-V) et le canton d'Olivet.
Avec le décret du 25 janvier 1982, le canton d'Orléans-Saint-Marceau - La Source est supprimé et divisé en deux nouveaux cantons : le canton d'Orléans-Saint-Marceau et le canton d'Orléans-La Source.

### Liste des conseillers généraux successifs
| Période                                  | Période | Identité            | Étiquette | Qualité                                                                                |
| ---------------------------------------- | ------- | ------------------- | --------- | -------------------------------------------------------------------------------------- |
| 1973                                     | 1976    | René Thinat         | Rad.      | Directeur de la Caisse de prévoyance sociale et artisanale Maire d'Orléans (1971-1978) |
| 1976                                     | 1982    | Jean-Pierre Delport | PS        | Élu en 1982 dans le Canton d'Orléans-La Source                                         |
| Les données manquantes sont à compléter. |         |                     |           |                                                                                        |

## Géographie

### Composition
Le canton d'Orléans-Saint Marceau - La Source comprend une partie de la commune d'Orléans : le quartier Saint-Marceau et le quartier d'Orléans-La Source.